# Lista de estrelas na Calçada da Fama
Essa página lista as estrelas na Calçada da Fama de Hollywood, incluindo a categoria e localização das estrelas. 

## A

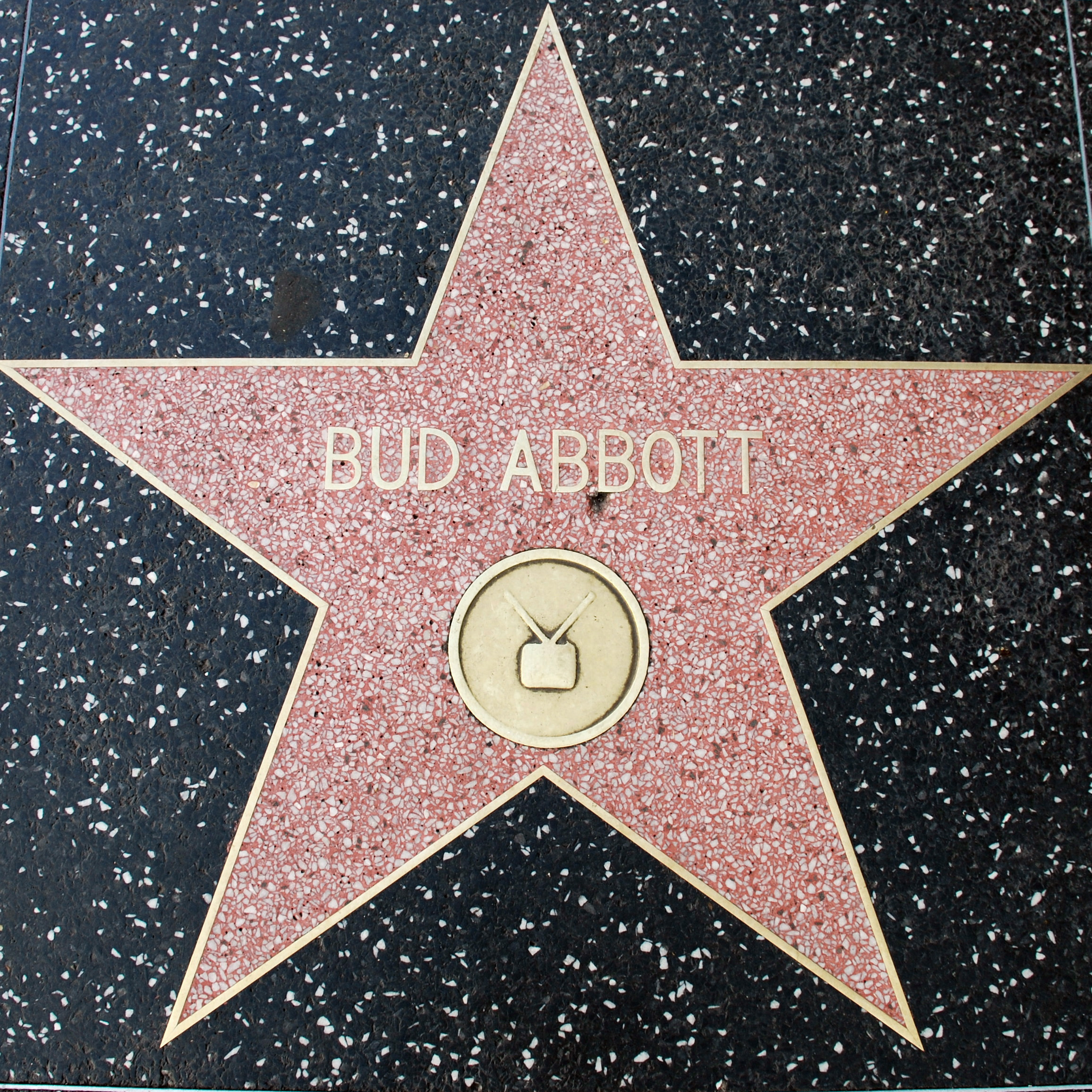
A estrela de Bud Abbott

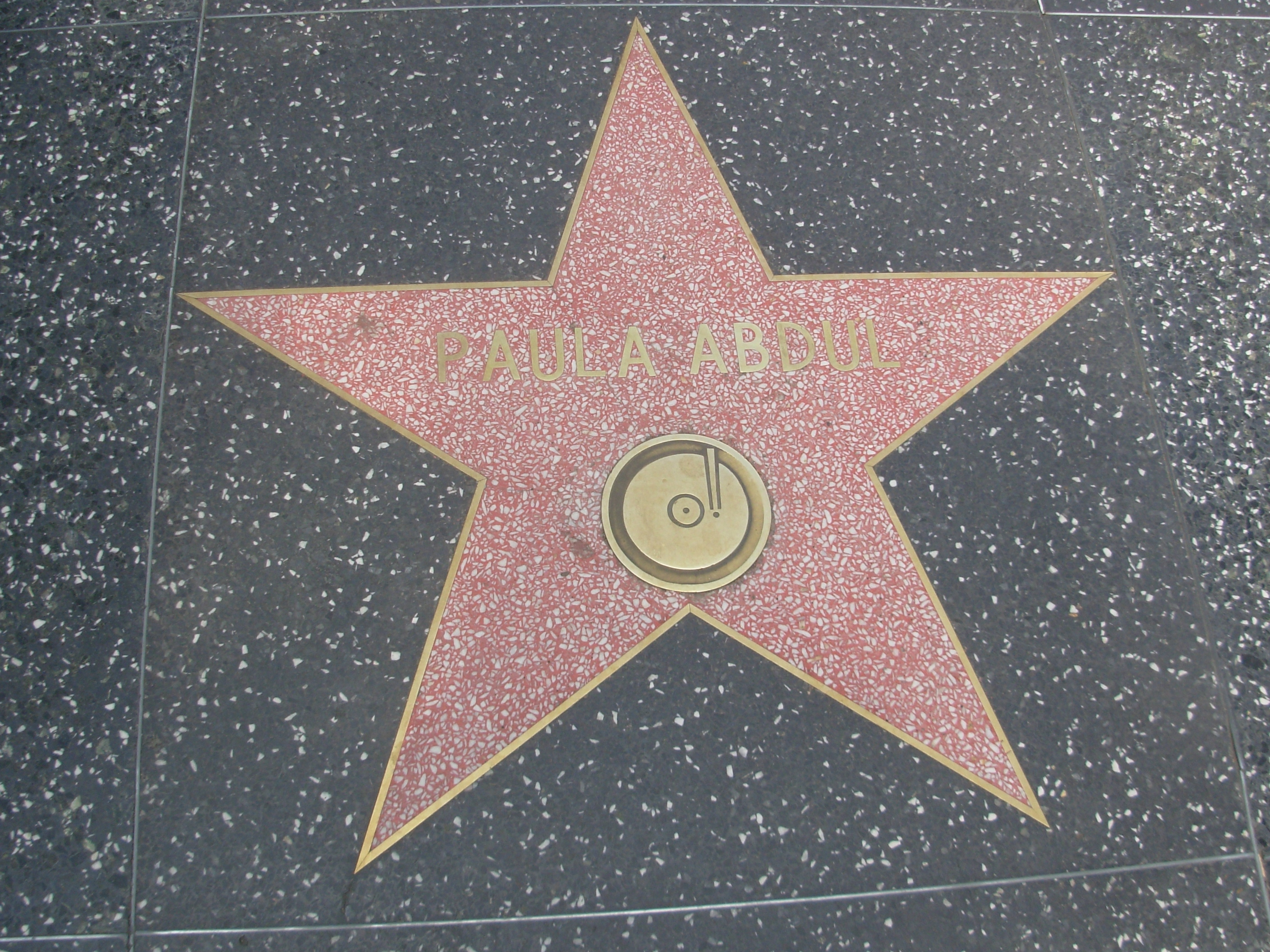
A estrela de Paula Abdul

| Nome                         | Categoria                        | Endereço                         |
| ---------------------------- | -------------------------------- | -------------------------------- |
| Bud Abbott                   | Rádio                            | 6333 Hollywood Blvd.             |
| Bud Abbott                   | Cinema                           | 1611 Vine Street                 |
| Bud Abbott                   | TV                               | 6740 Hollywood Blvd.             |
| Avril Lavigne                | Música                           | 6212 Hollywood Blvd.             |
| Harry Ackerman               | TV                               | 6661 Hollywood Blvd.             |
| Art Acord                    | Cinema                           | 1709 Vine Street                 |
| Roy Acuff                    | Música                           | 1541 Vine Street                 |
| Bryan Adams                  | Música                           | 6752 Hollywood Blvd.             |
| Renée Adorée                 | Cinema                           | 1601 Vine Street                 |
| Lou Adler                    | Música                           | 6901 Hollywood Blvd.             |
| Stella Adler                 | Teatro                           | 6777 Hollywood Blvd.             |
| Ray Anthony                  | Rádio                            | 1751 Vine Street                 |
| Antonio Aguilar              | Música                           | 7060 Hollywood Blvd.             |
| Pepe Aguilar                 | Música                           | 7060 Hollywood Blvd.             |
| Christina Aguilera           | Música                           | 6901 Hollywood Blvd.             |
| Brian Aherne                 | TV                               | 1752 Vine Street                 |
| Philip Ahn                   | Cinema                           | 6211 Hollywood Blvd.             |
| Alabama                      | Música                           | 7060 Hollywood Blvd.             |
| Licia Albanese               | Música                           | 6671 Hollywood Blvd.             |
| Eddie Albert                 | TV                               | 6441 Hollywood Blvd.             |
| Frank Albertson              | Cinema                           | 6754 Hollywood Blvd.             |
| Jack Albertson               | TV                               | 6253 Hollywood Blvd.             |
| Buzz Aldrin                  | TV                               | Hollywood & Vine St.             |
| Ben Alexander                | TV                               | 6433 Hollywood Blvd.             |
| Muhammad Ali                 | Teatro                           | 6801 Hollywood Blvd.             |
| Debbie Allen                 | TV                               | 6908 Hollywood Blvd.             |
| Fred Allen                   | Rádio                            | 6713 Hollywood Blvd.             |
| Fred Allen                   | TV                               | 7001 Hollywood Blvd.             |
| Gracie Allen                 | TV                               | 6672 Hollywood Blvd.             |
| Rex Allen                    | Cinema                           | 6821 Hollywood Blvd.             |
| Steve Allen                  | TV                               | 1720 Vine Street                 |
| Steve Allen                  | Rádio                            | 1537 Vine Street                 |
| Tim Allen                    | Cinema                           | 6834 Hollywood Blvd.             |
| Kirstie Alley                | Cinema                           | 7000 Hollywood Blvd.             |
| Fran Allison                 | TV                               | 6757 Hollywood Blvd.             |
| June Allyson                 | Cinema                           | 1537 Vine Street                 |
| Herb Alpert                  | Música                           | 6929 Hollywood Blvd.             |
| Don Alvarado                 | Cinema                           | 6504 Hollywood Blvd.             |
| Don Ameche                   | TV                               | 6101 Hollywood Blvd.             |
| Don Ameche                   | Rádio                            | 6313 Hollywood Blvd.             |
| America                      | Música                           | 6752 Hollywood Blvd.             |
| Adrienne Ames                | Cinema                           | 1612 Vine Street                 |
| Kim Amidon & Mark Wallengren | Ver Mark Wallengren & Kim Amidon | Ver Mark Wallengren & Kim Amidon |
| Morey Amsterdam              | Rádio                            | 6850 Hollywood Blvd.             |
| Broncho Billy Anderson       | Cinema                           | 1651 Vine Street                 |
| Leroy Anderson               | Música                           | 1620 Vine Street                 |
| Mary Anderson                | Cinema                           | 1645 Vine Street                 |
| Marian Anderson              | Música                           | 6262 Hollywood Blvd.             |
| Julie Andrews                | Cinema                           | 6901 Hollywood Blvd.             |
| The Andrews Sisters          | Música                           | 6834 Hollywood Blvd.             |
| Heather Angel                | Cinema                           | 6301 Hollywood Blvd.             |
| Eminem                       | Cinema                           | 6270 Hollywood Blvd.             |
| Paul Anka                    | Música                           | 6840 Hollywood Blvd.             |
| Ann-Margret                  | Cinema                           | 6501 Hollywood Blvd.             |
| Michael Ansara               | TV                               | 6666 Hollywood Blvd.             |
| Roscoe Arbuckle              | Cinema                           | 6701 Hollywood Blvd.             |
| Army Archerd                 | TV                               | 6927 Hollywood Blvd.             |
| Eve Arden                    | TV                               | 6714 Hollywood Blvd.             |
| Eve Arden                    | Rádio                            | 6329 Hollywood Blvd.             |

| Nome                        | Categoria                       | Endereço                        |
| --------------------------- | ------------------------------- | ------------------------------- |
| Samuel Z. Arkoff            | Cinema                          | 7046 Hollywood Blvd.            |
| Richard Arlen               | Cinema                          | 6755 Hollywood Blvd.            |
| George Arliss               | Cinema                          | 6652 Hollywood Blvd.            |
| Louis Armstrong             | Música                          | 7018 Hollywood Blvd.            |
| Desi Arnaz                  | Cinema                          | 6301 Hollywood Blvd.            |
| Desi Arnaz                  | TV                              | 6250 Hollywood Blvd.            |
| James Arness                | TV                              | 1751 Vine Street                |
| Eddy Arnold                 | Rádio                           | 6775 Hollywood Blvd.            |
| Edward Arnold               | Cinema                          | 6225 Hollywood Blvd.            |
| Cliff Arquette              | Rádio                           | 6720 Hollywood Blvd.            |
| Jean Arthur                 | Cinema                          | 6333 Hollywood Blvd.            |
| Robert Arthur & Ken Minyard | Ver Ken Minyard & Robert Arthur | Ver Ken Minyard & Robert Arthur |
| Dorothy Arzner              | Cinema                          | 1500 N. Vine Street             |
| Edward Asner                | TV                              | 6363 Hollywood Blvd.            |
| Nils Asther                 | Cinema                          | 6705 Hollywood Blvd.            |
| Fred Astaire                | Cinema                          | 6756 Hollywood Blvd.            |
| Mary Astor                  | Cinema                          | 6701 Hollywood Blvd.            |
| Gene Austin                 | Música                          | 6332 Hollywood Blvd.            |
| Gene Autry                  | Cinema                          | 6644 Hollywood Blvd.            |
| Gene Autry                  | Rádio                           | 6520 Hollywood Blvd.            |
| Gene Autry                  | Música                          | 6384 Hollywood Blvd.            |
| Gene Autry                  | TV                              | 6667 Hollywood Blvd.            |
| Gene Autry                  | Teatro                          | 7000 Hollywood Blvd.            |
| Dan Avey                    | Rádio                           | 6834 Hollywood Blvd.            |
| Agnes Ayres                 | Cinema                          | 6504 Hollywood Blvd.            |
| Lew Ayres                   | Cinema                          | 6385 Hollywood Blvd.            |
| Lew Ayres                   | Rádio                           | 1724 Vine Street                |

## B
| Nome                      | Categoria                     | Endereço                      |
| ------------------------- | ----------------------------- | ----------------------------- |
| Lauren Bacall             | Cinema                        | 1724 Vine Street              |
| Backstreet Boys           | Música                        | 7072 Hollywood Blvd.          |
| Jim Backus                | TV                            | 1735 Vine Street              |
| James Bacon               | Cinema                        | 1637 Vine Street              |
| Kevin Bacon               | Cinema                        | 6356 Hollywood Blvd.          |
| Lloyd Bacon               | Cinema                        | 7011 Hollywood Blvd.          |
| King Baggot               | Cinema                        | 6312 Hollywood Blvd.          |
| Jack Bailey               | Radio                         | 1708 Vine Street              |
| Jack Bailey               | TV                            | 6411 Hollywood Blvd.          |
| Pearl Bailey              | Música                        | 7080 Hollywood Blvd.          |
| Fay Bainter               | Cinema                        | 7021 Hollywood Blvd.          |
| Anita Baker               | Música                        | 7021 Hollywood Blvd.          |
| Art Baker                 | Radio                         | 6509 Hollywood Blvd.          |
| Carroll Baker             | Cinema                        | 1725 Vine Street              |
| Kenny Baker               | Radio                         | 6329 Hollywood Blvd.          |
| Phil Baker                | Radio                         | 6247 Hollywood Blvd.          |
| Rick Baker                | Cinema                        | 6764 Hollywood Blvd.          |
| Simon Baker               | TV                            | 6352 Hollywood Blvd.          |
| Alec Baldwin              | TV                            | 6352 Hollywood Blvd.          |
| Lucille Ball              | Cinema                        | 6436 Hollywood Blvd.          |
| Lucille Ball              | TV                            | 6100 Hollywood Blvd.          |
| Anne Bancroft             | TV                            | 6368 Hollywood Blvd.          |
| Antonio Banderas          | Cinema                        | 6801 Hollywood Blvd.          |
| Tallulah Bankhead         | Cinema                        | 6141 Hollywood Blvd.          |
| Vilma Bánky               | Cinema                        | 7021 Hollywood Blvd.          |
| Theda Bara                | Cinema                        | 6307 Hollywood Blvd.          |
| Roseanne Barr             | TV                            | 6116 Hollywood Blvd.          |
| Roseanne Barr             | TV                            | 6323 Hollywood Blvd.          |
| Javier Bardem             | Cinema                        | 6834 Hollywood Blvd.          |
| Bob Barker                | TV                            | 6714 Hollywood Blvd.          |
| Roger Barkley & Al Lohman | ver Al Lohman & Roger Barkley | ver Al Lohman & Roger Barkley |
| Binnie Barnes             | Cinema                        | 1501 Vine Street              |
| Pepe Barreto              | TV                            | 6536 Hollywood Blvd.          |
| Mona Barrie               | Cinema                        | 6140 Hollywood Blvd.          |
| Wendy Barrie              | Cinema                        | 1708 Vine Street              |
| Bessie Barriscale         | Cinema                        | 6652 Hollywood Blvd.          |
| Blue Barron               | Música                        | 1724 Vine Street              |
| Gene Barry                | Live performance              | 6555 Hollywood Blvd.          |
| Drew Barrymore            | Cinema                        | 6925 Hollywood Blvd.          |
| Ethel Barrymore           | Cinema                        | 7001 Hollywood Blvd.          |
| John Barrymore            | Cinema                        | 6667 Hollywood Blvd.          |
| John Drew Barrymore       | TV                            | 7004 Hollywood Blvd.          |
| Lionel Barrymore          | Cinema                        | 1724 Vine Street              |
| Lionel Barrymore          | Radio                         | 1651 Vine Street              |
| Richard Barthelmess       | Cinema                        | 6755 Hollywood Blvd.          |
| Freddie Bartholomew       | Cinema                        | 6663 Hollywood Blvd.          |
| Billy Barty               | TV                            | 6922 Hollywood Blvd.          |
| Richard Basehart          | Cinema                        | 6276 Hollywood Blvd.          |
| Count Basie               | Música                        | 6508 Hollywood Blvd.          |
| Kim Basinger              | Cinema                        | 7021 Hollywood Blvd.          |
| Lina Basquette            | Cinema                        | 1529 Vine Street              |
| Angela Bassett            | Cinema                        | 7000 Hollywood Blvd.          |
| Batman                    | Cinema                        | 6764 Hollywood Blvd.          |
| Anne Baxter               | Cinema                        | 6741 Hollywood Blvd.          |
| Frank C. Baxter           | TV                            | 6717 Hollywood Blvd.          |
| Les Baxter                | Música                        | 6314 Hollywood Blvd.          |
| Warner Baxter             | Cinema                        | 6284 Hollywood Blvd.          |
| Beverly Bayne             | Cinema                        | 1752 Vine Street              |
| The Beach Boys            | Música                        | 1500 Vine Street              |
| The Beatles               | Música                        | 7080 Hollywood Blvd.          |
| William Beaudine          | Cinema                        | 1777 Vine Street              |
| Bee Gees                  | Música                        | 6845 Hollywood Blvd.          |
| Noah Beery, Jr.           | TV                            | 7047 Hollywood Blvd.          |
| Wallace Beery             | Cinema                        | 7001 Hollywood Blvd.          |
| Brian Beirne              | Radio                         | 6777 Hollywood Blvd.          |
| Harry Belafonte           | Música                        | 6721 Hollywood Blvd.          |
| Madge Bellamy             | Cinema                        | 6517 Hollywood Blvd.          |
| Ralph Bellamy             | TV                            | 6542 Hollywood Blvd.          |
| Donald P. Bellisario      | TV                            | 7080 Hollywood Blvd.          |
| John Belushi              | TV                            | 6355 Hollywood Blvd.          |
| Bea Benaderet             | TV                            | 1611 Vine Street              |
| Robert Benchley           | Cinema                        | 1724 Vine Street              |
| William Bendix            | Radio                         | 1638 Vine Street              |
| William Bendix            | TV                            | 6251 Hollywood Blvd.          |
| Tex Beneke                | Música                        | 6200 Hollywood Blvd.          |
| Annette Bening            | Cinema                        | 6927 Hollywood Blvd.          |
| Belle Bennett             | Cinema                        | 1511 Vine Street              |
| Constance Bennett         | Cinema                        | 6250 Hollywood Blvd.          |
| Joan Bennett              | Cinema                        | 6300 Hollywood Blvd.          |
| Tony Bennett              | Música                        | 1560 Vine Street              |
| Jack Benny                | Cinema                        | 6650 Hollywood Blvd.          |
| Jack Benny                | Radio                         | 1505 Vine Street              |
| Jack Benny                | TV                            | 6370 Hollywood Blvd.          |
| George Benson             | Música                        | 7055 Hollywood Blvd.          |
| John Beradino             | TV                            | 6801 Hollywood Blvd.          |
| Edgar Bergen              | TV                            | 6425 Hollywood Blvd.          |
| Edgar Bergen              | Cinema                        | 6766 Hollywood Blvd.          |
| Edgar Bergen              | Radio                         | 6801 Hollywood Blvd.          |
| Ingrid Bergman            | Cinema                        | 6759 Hollywood Blvd.          |
| Milton Berle              | Radio                         | 6771 Hollywood Blvd.          |
| Milton Berle              | TV                            | 6263 Hollywood Blvd.          |
| Irving Berlin             | Música                        | 7095 Hollywood Blvd.          |
| Chris Berman              | TV                            | 6259 Hollywood Blvd.          |
| Ernani Bernardi           | Música                        | 7072 Hollywood Blvd.          |
| Sarah Bernhardt           | Cinema                        | 1751 Vine Street              |
| Ben Bernie                | Rádio                         | 6280 Hollywood Blvd.          |
| Elmer Bernstein           | Cinema                        | 7083 Hollywood Blvd.          |
| Leonard Bernstein         | Música                        | 6200 Hollywood Blvd.          |
| Chuck Berry               | Música                        | 1777 N. Vine Street           |
| Halle Berry               | Cinema                        | 6801 Hollywood Blvd.          |
| Valerie Bertinelli        | TV                            | 6912 Hollywood Blvd.          |
| Bernardo Bertolucci       | Cinema                        | 6901 Hollywood Blvd.          |
| Edna Best                 | Cinema                        | 6124 Hollywood Blvd.          |
| Charles Bickford          | TV                            | 1620 Vine Street              |
| Charles Bickford          | Cinema                        | 6780 Hollywood Blvd.          |
| Theodore Bikel            | Live performance              | 6233 Hollywood Blvd.          |
| Big Bird                  | TV                            | 7021 Hollywood Blvd.          |
| E. Power Biggs            | Música                        | 6522 Hollywood Blvd.          |
| Rodney Bingenheimer       | Radio                         | 7021 Hollywood Blvd.          |
| Constance Binney          | Cinema                        | 6301 Hollywood Blvd.          |
| Clint Black               | Música                        | 7080 Hollywood Blvd.          |
| Sidney Blackmer           | Cinema                        | 1625 Vine Street              |
| Carlyle Blackwell         | Cinema                        | 6340 Hollywood Blvd.          |
| Mel Blanc                 | Radio                         | 6385 Hollywood Blvd.          |
| Cate Blanchett            | Cinema                        | 6712 Hollywood Blvd.          |
| Joan Blondell             | Cinema                        | 6311 Hollywood Blvd.          |

| Nome                | Categoria        | Endereço             |
| ------------------- | ---------------- | -------------------- |
| Monte Blue          | Cinema           | 6290 Hollywood Blvd. |
| Ann Blyth           | Cinema           | 6733 Hollywood Blvd. |
| Betty Blythe        | Cinema           | 1708 Vine Street     |
| Eleanor Boardman    | Cinema           | 6928 Hollywood Blvd. |
| Andrea Bocelli      | Live performance | 7000 Hollywood Blvd. |
| Humphrey Bogart     | Cinema           | 6322 Hollywood Blvd. |
| Mary Boland         | Cinema           | 6150 Hollywood Blvd. |
| John Boles          | Cinema           | 6530 Hollywood Blvd. |
| Richard Boleslavsky | Cinema           | 7021 Hollywood Blvd. |
| Ray Bolger          | Cinema           | 6788 Hollywood Blvd. |
| Ray Bolger          | TV               | 6834 Hollywood Blvd. |
| Michael Bolton      | Música           | 7018 Hollywood Blvd. |
| Ford Bond           | Radio            | 6706 Hollywood Blvd. |
| Ward Bond           | TV               | 6933 Hollywood Blvd. |
| Beulah Bondi        | Cinema           | 1718 Vine Street     |
| Pat Boone           | Música           | 1631 Vine Street     |
| Pat Boone           | TV               | 6268 Hollywood Blvd. |
| Shirley Booth       | Cinema           | 6850 Hollywood Blvd. |
| Olive Borden        | Cinema           | 6801 Hollywood Blvd. |
| Ernest Borgnine     | Cinema           | 6324 Hollywood Blvd. |
| Frank Borzage       | Cinema           | 6300 Hollywood Blvd. |
| Hobart Bosworth     | Cinema           | 6522 Hollywood Blvd. |
| Clara Bow           | Cinema           | 1500 Vine Street     |
| John Bowers         | Cinema           | 1709 Vine Street     |
| Edward Bowes        | Radio            | 1513 Vine Street     |
| David Bowie         | Música           | 7021 Hollywood Blvd. |
| Jimmy Boyd          | Música           | 7021 Hollywood Blvd. |
| William Boyd        | Cinema           | 1734 Vine Street     |
| Charles Boyer       | Cinema           | 6300 Hollywood Blvd. |
| Charles Boyer       | TV               | 6300 Hollywood Blvd. |
| Boyz II Men         | Música           | 7060 Hollywood Blvd. |
| Eddie Bracken       | TV               | 6751 Hollywood Blvd. |
| Eddie Bracken       | Radio            | 1651 Vine Street     |
| Ray Bradbury        | Cinema           | 6644 Hollywood Blvd. |
| Terry Bradshaw      | TV               | 7080 Hollywood Blvd. |
| Alice Brady         | Cinema           | 6201 Hollywood Blvd. |
| Eric Braeden        | TV               | 7021 Hollywood Blvd. |
| Marlon Brando       | Cinema           | 1765 Vine Street     |
| Tom Breneman        | Radio            | 6290 Hollywood Blvd. |
| Walter Brennan      | Cinema           | 6501 Hollywood Blvd. |
| Evelyn Brent        | Cinema           | 6548 Hollywood Blvd. |
| George Brent        | Cinema           | 1709 Vine Street     |
| George Brent        | TV               | 1612 Vine Street     |
| Teresa Brewer       | Música           | 1708 Vine Street     |
| David Brian         | TV               | 7021 Hollywood Blvd. |
| Mary Brian          | Cinema           | 1559 Vine Street     |
| Fanny Brice         | Cinema           | 6415 Hollywood Blvd. |
| Fanny Brice         | Radio            | 1500 Vine Street     |
| Beau Bridges        | Cinema           | 7065 Hollywood Blvd. |
| Jeff Bridges        | Cinema           | 7065 Hollywood Blvd. |
| Lloyd Bridges       | TV               | 7065 Hollywood Blvd. |
| Ray Briem           | Radio            | 6125 Hollywood Blvd. |
| Bernie Brillstein   | Cinema           | 7018 Hollywood Blvd. |
| Eminwm              | Música           | 6936 Hollywood Blvd. |
| Barbara Britton     | TV               | 1719 Vine Street     |
| Albert R. Broccoli  | Cinema           | 6910 Hollywood Blvd. |
| Matthew Broderick   | Cinema           | 6801 Hollywood Blvd. |
| James Brolin        | TV               | 7018 Hollywood Blvd. |
| Charles Bronson     | Cinema           | 6901 Hollywood Blvd. |
| Hillary Brooke      | TV               | 6311 Hollywood Blvd. |
| Brooks & Dunn       | Música           | 7021 Hollywood Blvd. |
| Garth Brooks        | Música           | 1750 Vine Street     |
| Mel Brooks          | Cinema           | 6712 Hollywood Blvd. |
| Richard Brooks      | Cinema           | 6422 Hollywood Blvd. |
| Pierce Brosnan      | Cinema           | 7083 Hollywood Blvd  |
| Cecil Brown         | Radio            | 6410 Hollywood Blvd. |
| Clarence Brown      | Cinema           | 1752 Vine Street     |
| Harry Joe Brown     | Cinema           | 1777 Vine Street     |
| James Brown         | Música           | 1501 Vine Street     |
| Joe E. Brown        | Cinema           | 1680 Vine Street     |
| Johnny Mack Brown   | Cinema           | 6101 Hollywood Blvd. |
| Les Brown           | Música           | 6505 Hollywood Blvd. |
| Tom Brown           | Cinema           | 1648 Vine Street     |
| Vanessa Brown       | Cinema           | 1621 Vine Street     |
| Vanessa Brown       | TV               | 6528 Hollywood Blvd. |
| Tod Browning        | Cinema           | 6225 Hollywood Blvd. |
| Dave Brubeck        | Música           | 1716 Vine Street     |
| Jerry Bruckheimer   | Cinema           | 6838 Hollywood Blvd. |
| Yul Brynner         | Cinema           | 6162 Hollywood Blvd. |
| Sandra Bullock      | Cinema           | 6801 Hollywood Blvd. |
| Bugs Bunny          | Cinema           | 7007 Hollywood Blvd. |
| John Bunny          | Cinema           | 1715 Vine Street     |
| Billie Burke        | Cinema           | 6617 Hollywood Blvd. |
| Sonny Burke         | Música           | 6920 Hollywood Blvd. |
| Carol Burnett       | TV               | 6439 Hollywood Blvd. |
| Mark Burnett        | TV               | 6664 Hollywood Blvd. |
| Smiley Burnette     | Cinema           | 6125 Hollywood Blvd. |
| Bob Burns           | Cinema           | 1601 Vine Street     |
| Bob Burns           | Radio            | 6541 Hollywood Blvd. |
| George Burns        | Live performance | 6672 Hollywood Blvd. |
| George Burns        | Cinema           | 1639 Vine Street     |
| George Burns        | TV               | 6510 Hollywood Blvd. |
| Raymond Burr        | TV               | 6656 Hollywood Blvd. |
| Bill Burrud         | TV               | 6777 Hollywood Blvd. |
| LeVar Burton        | TV               | 7000 Hollywood Blvd. |
| Richard Burton      | Cinema           | 6336 Hollywood Blvd. |
| Mae Busch           | Cinema           | 7021 Hollywood Blvd. |
| Francis X. Bushman  | Cinema           | 1651 Vine Street     |
| Jerry Buss          | TV               | 6801 Hollywood Blvd. |
| David Butler        | Cinema           | 6561 Hollywood Blvd. |
| Charles Butterworth | Cinema           | 7036 Hollywood Blvd. |
| Red Buttons         | TV               | 1651 Vine Street     |
| Pat Buttram         | TV               | 6382 Hollywood Blvd. |
| Spring Byington     | Cinema           | 6507 Hollywood Blvd. |
| Spring Byington     | TV               | 6231 Hollywood Blvd. |

## C
| Nome                 | Categoria        | Endereço             |
| -------------------- | ---------------- | -------------------- |
| James Caan           | Cinema           | 6648 Hollywood Blvd. |
| Sid Caesar           | TV               | 7014 Hollywood Blvd. |
| Nicolas Cage         | Cinema           | 7021 Hollywood Blvd. |
| James Cagney         | Cinema           | 6504 Hollywood Blvd. |
| Sammy Cahn           | Música           | 6540 Hollywood Blvd. |
| Alice Calhoun        | Cinema           | 6815 Hollywood Blvd. |
| Rory Calhoun         | Cinema           | 7007 Hollywood Blvd. |
| Rory Calhoun         | TV               | 1752 Vine Street     |
| Maria Callas         | Música           | 1680 Vine Street     |
| James Cameron        | Cinema           | 6712 Hollywood Blvd. |
| Rod Cameron          | TV               | 1720 Vine Street     |
| Glen Campbell        | Música           | 6925 Hollywood Blvd. |
| Stephen J. Cannell   | TV               | 7000 Hollywood Blvd. |
| Dyan Cannon          | Cinema           | 6608 Hollywood Blvd. |
| Judy Canova          | Cinema           | 6821 Hollywood Blvd. |
| Judy Canova          | Radio            | 6777 Hollywood Blvd. |
| Cantinflas           | Cinema           | 6438 Hollywood Blvd. |
| Eddie Cantor         | Cinema           | 6648 Hollywood Blvd. |
| Eddie Cantor         | TV               | 1770 Vine Street     |
| Eddie Cantor         | Radio            | 6765 Hollywood Blvd. |
| Yakima Canutt        | Cinema           | 1500 Vine Street     |
| Frank Capra          | Cinema           | 6614 Hollywood Blvd. |
| Drew Carey           | TV               | 6664 Hollywood Blvd. |
| Harry Carey          | Cinema           | 1521 Vine Street     |
| Harry Carey, Jr.     | TV               | 6363 Vine Street     |
| Macdonald Carey      | TV               | 6536 Hollywood Blvd. |
| Mariah Carey         | Música           | 6270 Hollywood Blvd. |
| Frankie Carle        | Música           | 1751 Hollywood Blvd. |
| George Carlin        | Live performance | 1555 Vine Street     |
| Kitty Carlisle       | Cinema           | 6611 Hollywood Blvd. |
| Mary Carlisle        | Cinema           | 6679 Hollywood Blvd. |
| Richard Carlson      | TV               | 6333 Hollywood Blvd. |
| Hoagy Carmichael     | TV               | 1720 Vine Street     |
| Art Carney           | TV               | 6627 Hollywood Blvd. |
| Sue Carol            | Cinema           | 1639 N. Vine Street  |
| Leslie Caron         | Cinema           | 6153 Hollywood Blvd. |
| Ken Carpenter        | Radio            | 6706 Hollywood Blvd. |
| The Carpenters       | Música           | 6931 Hollywood Blvd. |
| Vikki Carr           | Música           | 6385 Hollywood Blvd. |
| David Carradine      | TV               | 7021 Hollywood Blvd. |
| John Carradine       | Cinema           | 6240 Hollywood Blvd. |
| Keith Carradine      | TV               | 6233 Hollywood Blvd. |
| Leo Carrillo         | Cinema           | 1635 Vine Street     |
| Leo Carrillo         | TV               | 1517 Vine Street     |
| Diahann Carroll      | Música           | 7005 Hollywood Blvd. |
| Madeleine Carroll    | Cinema           | 6707 Hollywood Blvd. |
| Nancy Carroll        | Cinema           | 1725 Vine Street     |
| Jack Carson          | Radio            | 6361 Hollywood Blvd. |
| Jack Carson          | TV               | 1560 Vine Street     |
| Jeannie Carson       | TV               | 1560 Vine Street     |
| Johnny Carson        | TV               | 1751 Vine Street     |
| Benny Carter         | Música           | 7080 Hollywood Blvd. |
| Enrico Caruso        | Música           | 6625 Hollywood Blvd. |
| Robert Casadesus     | Música           | 6251 Hollywood Blvd. |
| Johnny Cash          | Música           | 6320 Hollywood Blvd. |
| Syd Cassyd           | TV               | 7080 Hollywood Blvd. |
| Peggie Castle        | TV               | 6266 Hollywood Blvd. |
| Gilbert Cates        | Cinema           | 7065 Hollywood Blvd. |
| Walter Catlett       | Cinema           | 1713 Vine Street     |
| Joan Caulfield       | TV               | 1500 Vine Street     |
| Carmen Cavallaro     | Música           | 6301 Hollywood Blvd. |
| Bennett Cerf         | TV               | 6407 Hollywood Blvd. |
| Feodor Chaliapin     | Música           | 6770 Hollywood Blvd. |
| Richard Chamberlain  | Cinema           | 7018 Hollywood Blvd. |
| John Chambers        | Cinema           | 7006 Hollywood Blvd. |
| Stan Chambers        | TV               | 6922 Hollywood Blvd. |
| Gower Champion       | TV               | 6162 Hollywood Blvd. |
| Marge Champion       | TV               | 6282 Hollywood Blvd. |
| Charles Champlin     | TV               | 6751 Hollywood Blvd. |
| Jackie Chan          | Cinema           | 6801 Hollywood Blvd. |
| Jeff Chandler        | Cinema           | 1770 Vine Street     |
| Lon Chaney, Sr.      | Cinema           | 7046 Hollywood Blvd. |
| Carol Channing       | TV               | 6233 Hollywood Blvd. |
| Charlie Chaplin      | Cinema           | 6751 Hollywood Blvd. |
| Marguerite Chapman   | TV               | 6284 Hollywood Blvd. |
| Cyd Charisse         | Cinema           | 1601 Vine Street     |
| Ray Charles          | Música           | 6777 Hollywood Blvd. |
| RuPaul Andre Charles | Televisão        | 6652 Hollywood Blvd. |
| Charley Chase        | Cinema           | 6630 Hollywood Blvd. |
| Chevy Chase          | Cinema           | 7021 Hollywood Blvd. |
| Ilka Chase           | Cinema           | 6361 Hollywood Blvd. |
| Ilka Chase           | TV               | 6751 Hollywood Blvd. |
| Ruth Chatterton      | Cinema           | 6263 Hollywood Blvd. |
| Virginia Cherrill    | Cinema           | 1545 Vine Street     |
| Maurice Chevalier    | Cinema           | 1651 Vine Street     |
| Chicago              | Música           | 6438 Hollywood Blvd. |
| Al Christie          | Cinema           | 6771 Hollywood Blvd. |
| Charles Christie     | Cinema           | 1719 Vine Street     |
| Ina Claire           | Cinema           | 6150 Hollywood Blvd. |
| Buddy Clark          | Música           | 6800 Hollywood Blvd. |
| Dane Clark           | TV               | 6906 Hollywood Blvd. |
| Dick Clark           | TV               | Sunset & Vine        |
| Fred Clark           | TV               | 1711 Vine Street     |
| Marguerite Clark     | Cinema           | 6300 Vine Street     |
| Roy Clark            | Música           | 6840 Hollywood Blvd. |
| Ethel Clayton        | Cinema           | 6936 Hollywood Blvd. |
| Jan Clayton          | TV               | 6200 Hollywood Blvd. |
| James Cleveland      | Música           | 6742 Hollywood Blvd. |
| Montgomery Clift     | Cinema           | 6104 Hollywood Blvd. |
| Patsy Cline          | Música           | 6160 Hollywood Blvd. |
| Rosemary Clooney     | Música           | 6325 Hollywood Blvd. |
| Glenn Close          | Cinema           | 7000 Hollywood Blvd. |
| Andy Clyde           | Cinema           | 6758 Hollywood Blvd. |
| James Coburn         | Cinema           | 7055 Hollywood Blvd. |

| Nome                  | Categoria        | Endereço             |
| --------------------- | ---------------- | -------------------- |
| Imogene Coca          | TV               | 6256 Hollywood Blvd. |
| Steve Cochran         | Cinema           | 1750 Hollywood Blvd. |
| Iron Eyes Cody        | TV               | 6655 Hollywood Blvd. |
| George M. Cohan       | Cinema           | 6734 Hollywood Blvd. |
| Arthur Cohn           | Cinema           | 7000 Hollywood Blvd. |
| Claudette Colbert     | Cinema           | 6812 Hollywood Blvd. |
| Nat King Cole         | Música           | 6659 Hollywood Blvd. |
| Nat King Cole         | TV               | 6229 Hollywood Blvd. |
| Natalie Cole          | Música           | 1750 Vine Street     |
| Constance Collier     | Cinema           | 6231 Hollywood Blvd. |
| William Collier       | Cinema           | 6340 Hollywood Blvd. |
| Gary Collins          | TV               | 6922 Hollywood Blvd. |
| Joan Collins          | TV               | 6901 Hollywood Blvd. |
| Michael Collins       | TV               | Hollywood & Vine     |
| Phil Collins          | Música           | 6834 Hollywood Blvd. |
| Bud Collyer           | Radio            | 6150 Hollywood Blvd. |
| Ronald Colman         | TV               | 1623 Vine Street     |
| Ronald Colman         | Cinema           | 6801 Hollywood Blvd. |
| Jerry Colonna         | Radio            | 1645 Vine Street     |
| Sean "Diddy" Combs    | Música           | 6801 Hollywood Blvd. |
| Perry Como            | Radio            | 1708 Vine Street     |
| Perry Como            | TV               | 6376 Hollywood Blvd. |
| Perry Como            | Música           | 6600 Hollywood Blvd. |
| Betty Compson         | Cinema           | 1751 Vine Street     |
| Chester Conklin       | Cinema           | 1560 Vine Street     |
| Heinie Conklin        | Cinema           | 1776 Vine Street     |
| Chuck Connors         | TV               | 6838 Hollywood Blvd. |
| Hans Conried          | TV               | 6664 Hollywood Blvd. |
| John Conte            | TV               | 6119 Hollywood Blvd. |
| Bill Conti            | Cinema           | 6541 Hollywood Blvd. |
| Jack Conway           | Cinema           | 1500 Vine Street     |
| Tim Conway            | TV               | 6740 Hollywood Blvd. |
| Tom Conway            | TV               | 1617 Vine Street     |
| Jackie Coogan         | Cinema           | 1654 Vine Street     |
| Clyde Cook            | Cinema           | 6531 Hollywood Blvd. |
| Donald Cook           | Cinema           | 1718 Vine Street     |
| Alistair Cooke        | TV               | 1651 Vine Street     |
| Sam Cooke             | Música           | 7051 Hollywood Blvd. |
| Spade Cooley          | Radio            | 6802 Hollywood Blvd. |
| Alice Cooper          | Música           | 7000 Hollywood Blvd. |
| Gary Cooper           | Cinema           | 6243 Hollywood Blvd. |
| Jackie Cooper         | Cinema           | 1507 Vine Street     |
| Jeanne Cooper         | TV               | 1777 Vine Street     |
| Merian C. Cooper      | Cinema           | 6525 Hollywood Blvd. |
| David Copperfield     | Live performance | 7021 Hollywood Blvd. |
| Wendell Corey         | TV               | 6328 Hollywood Blvd. |
| Roger Corman          | Cinema           | 7013 Hollywood Blvd. |
| Don Cornelius         | TV               | 7080 Hollywood Blvd. |
| Don Cornell           | Música           | 6138 Hollywood Blvd. |
| Charles Correll       | Radio            | 1777 Vine Street     |
| Ricardo Cortez        | Cinema           | 1500 Vine Street     |
| Bill Cosby            | TV               | 6930 Hollywood Blvd. |
| Dolores Costello      | Cinema           | 1645 Vine Street     |
| Helene Costello       | Cinema           | 1500 Vine Street     |
| Lou Costello          | Cinema           | 6438 Hollywood Blvd. |
| Lou Costello          | Radio            | 6780 Hollywood Blvd. |
| Lou Costello          | TV               | 6276 Hollywood Blvd. |
| Maurice Costello      | Cinema           | 6515 Hollywood Blvd. |
| Pierre Cossette       | TV               | 6233 Hollywood Blvd. |
| Kevin Costner         | Cinema           | 6801 Hollywood Blvd. |
| Joseph Cotten         | Cinema           | 6382 Hollywood Blvd. |
| Jerome Cowan          | TV               | 6251 Hollywood Blvd. |
| Wally Cox             | TV               | 6385 Hollywood Blvd. |
| Buster Crabbe         | TV               | 6901 Hollywood Blvd. |
| Bryan Cranston        | TV               | 1717 Vine Street     |
| Broderick Crawford    | Cinema           | 6901 Hollywood Blvd. |
| Broderick Crawford    | TV               | 6736 Hollywood Blvd. |
| Joan Crawford         | Cinema           | 1752 Vine Street     |
| Laird Cregar          | Cinema           | 1716 Vine Street     |
| Richard Crenna        | Cinema           | 6714 Hollywood Blvd. |
| Laura Hope Crews      | Cinema           | 6251 Hollywood Blvd. |
| Scatman Crothers      | TV               | 6712 Hollywood Blvd. |
| Donald Crisp          | Cinema           | 1628 Vine Street     |
| John Cromwell         | Cinema           | 6555 Hollywood Blvd. |
| Richard Cromwell      | Cinema           | 1627 Vine Street     |
| Richard Crooks        | Música           | 1648 Vine Street     |
| Bing Crosby           | Cinema           | 1611 Vine Street     |
| Bing Crosby           | Radio            | 6769 Hollywood Blvd. |
| Bing Crosby           | Música           | 6751 Hollywood Blvd. |
| Bob Crosby            | TV               | 6252 Hollywood Blvd. |
| Bob Crosby            | Radio            | 6313 Hollywood Blvd. |
| Norm Crosby           | TV               | 6560 Hollywood Blvd. |
| Crosby, Stills & Nash | Música           | 6666 Hollywood Blvd. |
| Milton Cross          | Radio            | 1623 Vine Street     |
| Andraé Crouch         | Música           | 6520 Hollywood Blvd. |
| Russell Crowe         | Cinema           | 6801 Hollywood Blvd. |
| Tom Cruise            | Cinema           | 6912 Hollywood Blvd. |
| Frank Crumit          | Radio            | 1601 Vine Street     |
| Celia Cruz            | Música           | 6240 Hollywood Blvd. |
| Penélope Cruz         | Cinema           | 6834 Hollywood Blvd. |
| James Cruze           | Cinema           | 6922 Hollywood Blvd. |
| Jon Cryer             | TV               | 6922 Hollywood Blvd. |
| Billy Crystal         | Cinema           | 6925 Hollywood Blvd. |
| Xavier Cugat          | TV               | 1500 Vine Street     |
| Xavier Cugat          | Música           | 1601 Vine Street     |
| George Cukor          | Cinema           | 6378 Hollywood Blvd. |
| Constance Cummings    | Cinema           | 6201 Hollywood Blvd. |
| Irving Cummings       | Cinema           | 6816 Hollywood Blvd. |
| Robert Cummings       | Cinema           | 6816 Hollywood Blvd. |
| Robert Cummings       | TV               | 1718 Vine Street     |
| Bill Cunningham       | Radio            | 6315 Hollywood Blvd. |
| Mike Curb             | Música           | 1750 N. Vine Street  |
| Alan Curtis           | Cinema           | 7021 Hollywood Blvd. |
| Jamie Lee Curtis      | Cinema           | 6600 Hollywood Blvd. |
| Tony Curtis           | Cinema           | 6817 Hollywood Blvd. |
| Michael Curtiz        | Cinema           | 6640 Hollywood Blvd. |
| John Cusack           | Cinema           | 6644 Hollywood Blvd. |

## D
| Nome                   | Categoria | Endereço             | [[Dwayne Johnson | Cinema |
| Arlene Dahl            | Cinema    | 1624 Vine Street     |                  |        |
| Cass Daley             | TV        | 6301 Hollywood Blvd. |                  |        |
| Cass Daley             | Radio     | 6710 Hollywood Blvd. |                  |        |
| Dorothy Dalton         | Cinema    | 1560 Vine Street     |                  |        |
| John Daly              | TV        | 1765 Vine Street     |                  |        |
| Tyne Daly              | TV        | 7065 Hollywood Blvd. |                  |        |
| Matt Damon             | Cinema    | 6801 Hollywood Blvd. |                  |        |
| Vic Damone             | Música    | 1731 Vine Street     |                  |        |
| Viola Dana             | Cinema    | 6541 Hollywood Blvd. |                  |        |
| Dorothy Dandridge      | Cinema    | 6719 Hollywood Blvd. |                  |        |
| Karl Dane              | Cinema    | 6140 Hollywood Blvd. |                  |        |
| Rodney Dangerfield     | Cinema    | 6366 Hollywood Blvd. |                  |        |
| Bebe Daniels           | Cinema    | 1716 Vine Street     |                  |        |
| Billy Daniels          | Música    | 6819 Hollywood Blvd. |                  |        |
| Ted Danson             | TV        | 7021 Hollywood Blvd. |                  |        |
| Tony Danza             | TV        | 7000 Hollywood Blvd. |                  |        |
| Bobby Darin            | Música    | 1735 Vine Street     |                  |        |
| Linda Darnell          | Cinema    | 1631 Vine Street     |                  |        |
| Jane Darwell           | Cinema    | 6735 Hollywood Blvd. |                  |        |
| Delmer Daves           | Cinema    | 1634 Vine Street     |                  |        |
| Hal David              | Música    | 6752 Hollywood Blvd. |                  |        |
| Marion Davies          | Cinema    | 6326 Hollywood Blvd. |                  |        |
| Ann B. Davis           | TV        | 7048 Hollywood Blvd. |                  |        |
| Bette Davis            | Cinema    | 6225 Hollywood Blvd. |                  |        |
| Bette Davis            | TV        | 6335 Hollywood Blvd. |                  |        |
| Clive Davis            | Música    | 1501 Vine Street     |                  |        |
| Gail Davis             | TV        | 6385 Hollywood Blvd. |                  |        |
| Jim Davis              | TV        | 6290 Hollywood Blvd. |                  |        |
| Joan Davis             | Cinema    | 1521 Vine Street     |                  |        |
| Joan Davis             | Radio     | 1716 Vine Street     |                  |        |
| Mac Davis              | Música    | 7080 Hollywood Blvd. |                  |        |
| Miles Davis            | Música    | 7060 Hollywood Blvd. |                  |        |
| Sammy Davis, Jr.       | Música    | 6254 Hollywood Blvd. |                  |        |
| Dennis Day             | Radio     | 7048 Hollywood Blvd. |                  |        |
| Dennis Day             | TV        | 6646 Hollywood Blvd  |                  |        |
| Doris Day              | Música    | 6278 Hollywood Blvd. |                  |        |
| Doris Day              | Cinema    | 6735 Hollywood Blvd. |                  |        |
| Dead End Kids          | Cinema    | 7080 Hollywood Blvd. |                  |        |
| James Dean             | Cinema    | 1719 Vine Street     |                  |        |
| Dear Abby              | Radio     | 7000 Hollywood Blvd. |                  |        |
| Rosemary DeCamp        | TV        | 1640 Vine Street     |                  |        |
| Yvonne De Carlo        | Cinema    | 6124 Hollywood Blvd. |                  |        |
| Yvonne De Carlo        | TV        | 6715 Hollywood Blvd. |                  |        |
| Frances Dee            | Cinema    | 7080 Hollywood Blvd. |                  |        |
| Rick Dees              | Radio     | 1560 N. Vine Street  |                  |        |
| Don DeFore             | TV        | 6804 Hollywood Blvd. |                  |        |
| Lee De Forest          | Cinema    | 1752 Vine Street     |                  |        |
| Ellen DeGeneres        | TV        | 6270 Hollywood Blvd. |                  |        |
| Carter DeHaven         | Cinema    | 1742 Vine Street     |                  |        |
| Gloria DeHaven         | Cinema    | 6933 Hollywood Blvd. |                  |        |
| Olivia de Havilland    | Cinema    | 6762 Hollywood Blvd. |                  |        |
| Albert Dekker          | TV        | 6620 Hollywood Blvd. |                  |        |
| Dolores del Río        | Cinema    | 1630 Vine Street     |                  |        |
| Roy Del Ruth           | Cinema    | 6150 Hollywood Blvd. |                  |        |
| Marguerite De La Motte | Cinema    | 6902 Hollywood Blvd. |                  |        |
| Vaughn De Leath        | Radio     | 6634 Hollywood Blvd. |                  |        |
| Dom DeLuise            | Cinema    | 1765 N. Vine Street  |                  |        |
| William Demarest       | Cinema    | 6667 Hollywood Blvd. |                  |        |
| Cecil B. DeMille       | Cinema    | 1725 Vine Street     |                  |        |
| Cecil B. DeMille       | Radio     | 6240 Vine Street     |                  |        |
| Richard Denning        | TV        | 6932 Hollywood Blvd. |                  |        |
| Reginald Denny         | Cinema    | 6657 Hollywood Blvd. |                  |        |
| Johnny Depp            | Cinema    | 7018 Hollywood Blvd. |                  |        |
| John Derek             | TV        | 6531 Hollywood Blvd. |                  |        |
| Bruce Dern             | Cinema    | 6270 Hollywood Blvd. |                  |        |
| Laura Dern             | Cinema    | 6270 Hollywood Blvd. |                  |        |
| Destiny's Child        | Música    | 6801 Hollywood Blvd. |                  |        |
| Buddy DeSylva          | Música    | 1750 N. Vine Street  |                  |        |

| Nome                   | Categoria | Endereço             |
| ---------------------- | --------- | -------------------- |
| Andy Devine            | Radio     | 6258 Hollywood Blvd. |
| Andy Devine            | TV        | 6366 Hollywood Blvd. |
| Danny DeVito           | TV        | 6906 Hollywood Blvd. |
| Elliott Dexter         | Cinema    | 1751 Vine Street     |
| Neil Diamond           | Música    | 1750 Vine Street     |
| Cameron Diaz           | Cinema    | 6712 Hollywood Blvd. |
| Angie Dickinson        | TV        | 7000 Hollywood Blvd. |
| William Dieterle       | Cinema    | 6901 Hollywood Blvd. |
| Marlene Dietrich       | Cinema    | 6400 Hollywood Blvd. |
| Phyllis Diller         | TV        | 7001 Hollywood Blvd. |
| Céline Dion            | Música    | 6801 Hollywood Blvd. |
| Roy O. Disney          | Cinema    | 6833 Hollywood Blvd. |
| Walt Disney            | Cinema    | 7021 Hollywood Blvd. |
| Walt Disney            | TV        | 6747 Hollywood Blvd. |
| Disneyland             | 50th Year | 6834 Hollywood Blvd. |
| Richard Dix            | Cinema    | 1608 Vine Street     |
| Edward Dmytryk         | Cinema    | 6241 Hollywood Blvd. |
| Jimmie Dodd            | TV        | 1600 Vine Street     |
| Plácido Domingo        | Teatro    | 7000 Hollywood Blvd. |
| Fats Domino            | Música    | 6616 Hollywood Blvd. |
| Peter Donald           | TV        | 6661 Hollywood Blvd. |
| Robert Donat           | Cinema    | 6420 Hollywood Blvd. |
| Brian Donlevy          | TV        | 1551 Vine Street     |
| Richard Donner         | Cinema    | 6712 Hollywood Blvd. |
| Lauren Shuler Donner   | Cinema    | 6712 Hollywood Blvd. |
| James Doohan           | Cinema    | 7021 Hollywood Blvd. |
| The Doors              | Música    | 6901 Hollywood Blvd. |
| Marie Doro             | Cinema    | 1725 Vine Street     |
| Jimmy Dorsey           | Música    | 6505 Hollywood Blvd. |
| Tommy Dorsey           | Música    | 6675 Hollywood Blvd. |
| Jack Douglas           | TV        | 6740 Hollywood Blvd. |
| Kirk Douglas           | Cinema    | 6263 Hollywood Blvd. |
| Melvyn Douglas         | Cinema    | 6423 Hollywood Blvd. |
| Melvyn Douglas         | TV        | 6601 Hollywood Blvd. |
| Mike Douglas           | TV        | 7001 Hollywood Blvd. |
| Paul Douglas           | Cinema    | 1648 Hollywood Blvd. |
| Paul Douglas           | TV        | 6821 Hollywood Blvd. |
| Billie Dove            | Cinema    | 6351 Hollywood Blvd. |
| Morton Downey          | Radio     | 1680 Vine Street     |
| Cathy Downs            | TV        | 6646 Hollywood Blvd. |
| Carmen Dragon          | Radio     | 6104 Hollywood Blvd. |
| Jessica Dragonette     | Radio     | 1709 Vine Street     |
| Frances Drake          | Cinema    | 6821 Hollywood Blvd. |
| Louise Dresser         | Cinema    | 6538 Hollywood Blvd. |
| Marie Dressler         | Cinema    | 1731 Vine Street     |
| Ellen Drew             | Cinema    | 6901 Hollywood Blvd. |
| Mr. & Mrs. Sidney Drew | Cinema    | 6901 Hollywood Blvd. |
| Richard Dreyfuss       | Cinema    | 7021 Hollywood Blvd. |
| Bobby Driscoll         | Cinema    | 1560 Vine Street     |
| Joanne Dru             | TV        | 1708 Vine Street     |
| Donald Duck            | Cinema    | 6840 Hollywood Blvd  |
| Howard Duff            | TV        | 1623 Vine Street     |
| Olympia Dukakis        | Teatro    | 6298 Hollywood Blvd  |
| Patty Duke             | TV        | 7000 Hollywood Blvd. |
| Faye Dunaway           | Cinema    | 7021 Hollywood Blvd. |
| James Dunn             | Cinema    | 6555 Hollywood Blvd. |
| James Dunn             | TV        | 7010 Hollywood Blvd. |
| Irene Dunne            | Cinema    | 6440 Hollywood Blvd. |
| Philip Dunne           | Cinema    | 6725 Hollywood Blvd. |
| Mildred Dunnock        | Cinema    | 6613 Hollywood Blvd. |
| Jerry Dunphy           | TV        | 6669 Hollywood Blvd. |
| Duran Duran            | Música    | 1770 Vine Street     |
| Jimmy Durante          | Cinema    | 1600 Vine Street     |
| Jimmy Durante          | Radio     | 1648 Vine Street     |
| Deanna Durbin          | Cinema    | 1724 Vine Street     |
| Charles Durning        | Cinema    | 6504 Hollywood Blvd. |
| Dan Duryea             | TV        | 6145 Hollywood Blvd. |
| Robert Duvall          | Cinema    | 6801 Hollywood Blvd. |
| Ann Dvorak             | Cinema    | 6321 Hollywood Blvd. |
| Allan Dwan             | Cinema    | 6263 Hollywood Blvd. |

## E
| Nome               | Categoria | Endereço             |
| ------------------ | --------- | -------------------- |
| Earth, Wind & Fire | Música    | 7080 Hollywood Blvd. |
| George Eastman     | Cinema    | 1709 Vine Street     |
| Roger Ebert        | Cinema    | 6834 Hollywood Blvd. |
| Buddy Ebsen        | Cinema    | 1765 Vine Street     |
| Billy Eckstine     | Música    | 6638 Hollywood Blvd. |
| Thomas Edison      | Música    | 6700 Hollywood Blvd. |
| Nelson Eddy        | Cinema    | 6311 Hollywood Blvd. |
| Nelson Eddy        | Rádio     | 6512 Hollywood Blvd. |
| Nelson Eddy        | Música    | 1639 Vine Street     |
| Barbara Eden       | Televisão | 7003 Hollywood Blvd. |
| Robert Edeson      | Cinema    | 1628 Vine Street     |
| Ralph Edwards      | Rádio     | 6116 Hollywood Blvd. |
| Ralph Edwards      | Televisão | 6262 Hollywood Blvd. |
| Steve Edwards      | Televisão | 6150 Hollywood Blvd. |
| Michael D. Eisner  | Cinema    | 6834 Hollywood Blvd. |
| Duke Ellington     | Música    | 6535 Hollywood Blvd. |
| Mischa Elman       | Música    | 1560 Vine Street     |
| Faye Emerson       | Cinema    | 6529 Hollywood Blvd. |
| Faye Emerson       | Televisão | 6689 Hollywood Blvd. |

| Nome                | Categoria              | Endereço               |
| ------------------- | ---------------------- | ---------------------- |
| Dick Enberg         | Televisão              | 6752 Hollywood Blvd.   |
| John Ericson        | Televisão              | 1523 Vine Street       |
| Leon Errol          | Cinema                 | 6801 Hollywood Blvd.   |
| Stuart Erwin        | Televisão              | 6270 Hollywood Blvd.   |
| Emilio Estefan, Jr. | Música                 | 7021 Hollywood Blvd.   |
| Gloria Estefan      | Música                 | 7021 Hollywood Blvd.   |
| Erik Estrada        | Televisão              | 7021 Hollywood Blvd.   |
| Ruth Etting         | Cinema                 | 6563 Hollywood Blvd.   |
| Bob Eubanks         | Televisão              | 6712 Hollywood Blvd.   |
| Evans & Livingston  | ver Livingston & Evans | ver Livingston & Evans |
| Dale Evans          | Rádio                  | 6638 Hollywood Blvd.   |
| Dale Evans          | Televisão              | 1737 Vine Street       |
| Linda Evans         | Televisão              | 6834 Hollywood Blvd.   |
| Madge Evans         | Cinema                 | 1752 Vine Street       |
| Robert Evans        | Cinema                 | 6925 Hollywood Blvd.   |
| Chad Everett        | Televisão              | 6922 Hollywood Blvd.   |
| The Everly Brothers | Música                 | 7000 Hollywood Blvd.   |

## F
| Nome                   | Categoria | Endereço             |
| ---------------------- | --------- | -------------------- |
| Fabian                 | Teatro    | 7065 Hollywood Blvd. |
| Nanette Fabray         | Televisão | 6300 Hollywood Blvd. |
| Max Factor             | Cinema    | 6922 Hollywood Blvd. |
| Clifton Fadiman        | Rádio     | 6284 Hollywood Blvd. |
| Douglas Fairbanks, Jr. | Cinema    | 6318 Hollywood Blvd. |
| Douglas Fairbanks, Jr. | Rádio     | 6710 Hollywood Blvd. |
| Douglas Fairbanks, Jr. | Televisão | 6661 Hollywood Blvd. |
| Douglas Fairbanks, Sr. | Cinema    | 7022 Hollywood Blvd. |
| Jerry Fairbanks        | Cinema    | 6384 Hollywood Blvd. |
| Percy Faith            | Música    | 1501 Vine Street     |
| Jinx Falkenburg        | Televisão | 1500 Vine Street     |
| Chris Farley           | Televisão | 6366 Hollywood Blvd. |
| Dustin Farnum          | Cinema    | 6635 Hollywood Blvd. |
| William Farnum         | Cinema    | 6322 Hollywood Blvd. |
| Jamie Farr             | Televisão | 1547 N. Vine Street  |
| Geraldine Farrar       | Cinema    | 1620 Vine Street     |
| Geraldine Farrar       | Música    | 1709 Vine Street     |
| Charles Farrell        | Cinema    | 7021 Hollywood Blvd. |
| Charles Farrell        | Televisão | 1617 Vine Street     |
| Glenda Farrell         | Cinema    | 6524 Hollywood Blvd. |
| John Farrow            | Cinema    | 6300 Hollywood Blvd. |
| William Faversham      | Cinema    | 1724 Vine Street     |
| Farrah Fawcett         | Televisão | 7057 Hollywood Blvd. |
| Frank Fay              | Cinema    | 6282 Hollywood Blvd. |
| Frank Fay              | Rádio     | 1752 Vine Street     |
| Alice Faye             | Cinema    | 6930 Hollywood Blvd. |
| Julia Faye             | Cinema    | 6501 Hollywood Blvd. |
| Frank Faylen           | Televisão | 6201 Hollywood Blvd. |
| Louise Fazenda         | Cinema    | 6801 Hollywood Blvd. |
| Don Fedderson          | Televisão | 1635 Vine Street     |
| José Feliciano         | Música    | 6541 Hollywood Blvd. |
| Verna Felton           | Televisão | 1717 Vine Street     |
| Freddy Fender          | Música    | 7060 Hollywood Blvd. |
| George Fenneman        | Televisão | 1500 Vine Street     |
| Helen Ferguson         | Cinema    | 6153 Hollywood Blvd. |
| Vicente Fernández      | Música    | 6160 Hollywood Blvd. |
| Alejandro Fernández    | Música    | 6160 Hollywood Blvd. |
| José Ferrer            | Cinema    | 6541 Hollywood Blvd. |
| Mel Ferrer             | Cinema    | 6268 Hollywood Blvd. |
| Stepin Fetchit         | Cinema    | 1751 Vine Street     |
| Fibber McGee and Molly | Rádio     | 1500 N. Vine Street  |
| Jimmy Fidler           | Rádio     | 6128 Hollywood Blvd. |
| Arthur Fiedler         | Música    | 1626 Vine Street     |
| Virginia Field         | Televisão | 1751 Vine Street     |
| Gracie Fields          | Rádio     | 6125 Hollywood Blvd. |
| W. C. Fields           | Cinema    | 7004 Hollywood Blvd. |
| W. C. Fields           | Rádio     | 6316 Hollywood Blvd. |
| The Fifth Dimension    | Música    | 7000 Hollywood Blvd. |
| Flora Finch            | Cinema    | 6673 Hollywood Blvd. |
| Colin Firth            | Cinema    | 6714 Hollywood Blvd. |
| Eddie Fisher           | Música    | 6241 Hollywood Blvd. |
| Eddie Fisher           | Televisão | 1724 Vine Street     |
| Hal Fishman            | Televisão | 1560 Vine Street     |
| Barry Fitzgerald       | Cinema    | 6252 Hollywood Blvd  |
| Barry Fitzgerald       | Televisão | 7001 Hollywood Blvd. |
| Ella Fitzgerald        | Música    | 6738 Hollywood Blvd. |
| Geraldine Fitzgerald   | Cinema    | 6353 Hollywood Blvd. |
| George Fitzmaurice     | Cinema    | 6601 Hollywood Blvd. |
| James A. Fitzpatrick   | Cinema    | 1611 Vine Street     |
| Kirsten Flagstad       | Música    | 6777 Hollywood Blvd. |

| Nome                                | Categoria                | Endereço                 |
| ----------------------------------- | ------------------------ | ------------------------ |
| Fleetwood Mac                       | Música                   | 6608 Hollywood Blvd.     |
| Rhonda Fleming                      | Cinema                   | 6660 Hollywood Blvd.     |
| Victor Fleming                      | Cinema                   | 1719 Vine Street         |
| Errol Flynn                         | Cinema                   | 6654 Hollywood Blvd.     |
| Errol Flynn                         | Televisão                | 7008 Hollywood Blvd.     |
| Nina Foch                           | Cinema                   | 6322 Hollywood Blvd.     |
| Nina Foch                           | Televisão                | 7021 Hollywood Blvd.     |
| John Fogerty                        | Música                   | 7000 Hollywood Blvd.     |
| Red Foley                           | Música                   | 6225 Hollywood Blvd.     |
| Red Foley                           | Televisão                | 6300 Hollywood Blvd.     |
| Henry Fonda                         | Cinema                   | 1601 Vine Street         |
| Peter Fonda                         | Cinema                   | 7018 Hollywood Blvd.     |
| Joan Fontaine                       | Cinema                   | 1645 Vine Street         |
| Duda Fontanari                      | Cinema                   | 6322 Hollywood Blvd.     |
| Duda Fontanari                      | Televisão                | 7021 Hollywood Blvd.     |
| Dick Foran                          | Televisão                | 1600 Vine Street         |
| June Foray                          | Televisão                | 7080 Hollywood Blvd.     |
| Scott Forbes                        | Televisão                | 1650 Vine Street         |
| Glenn Ford                          | Cinema                   | 6933 Hollywood Blvd.     |
| Harrison Ford (ator de cinema mudo) | Cinema                   | 6665 Hollywood Blvd      |
| Harrison Ford                       | Cinema                   | 6801 Hollywood Blvd.     |
| John Ford                           | Cinema                   | 1640 Vine Street         |
| Mary Ford e Les Paul                | ver Les Paul & Mary Ford | ver Les Paul & Mary Ford |
| Tennessee Ernie Ford                | Rádio                    | 1600 Vine Street         |
| Tennessee Ernie Ford                | Música                   | 6922 Hollywood Blvd.     |
| Tennessee Ernie Ford                | Televisão                | 6311 Hollywood Blvd.     |
| John Forsythe                       | Televisão                | 6549 Hollywood Blvd.     |
| Preston Foster                      | Televisão                | 6801 Hollywood Blvd.     |
| The Four Step Brothers              | Teatro                   | 7000 Hollywood Blvd.     |
| The Four Tops                       | Música                   | 7060 Hollywood Blvd.     |
| Michael J. Fox                      | Cinema                   | 7021 Hollywood Blvd.     |
| William Fox                         | Cinema                   | 6541 Hollywood Blvd.     |
| Jamie Foxx                          | Cinema                   | 6801 Hollywood Blvd.     |
| Eddie Foy                           | Cinema                   | 1725 Vine Street         |
| Peter Frampton                      | Música                   | 6819 Hollywood Blvd.     |
| Zino Francescatti                   | Música                   | 6704 Hollywood Blvd.     |
| Anne Francis                        | Televisão                | 1611 Vine Street         |
| Arlene Francis                      | Rádio                    | 6432 Hollywood Blvd.     |
| Arlene Francis                      | Televisão                | 1734 Vine Street         |
| Kay Francis                         | Cinema                   | 6766 Hollywood Blvd.     |
| Don Francisco                       | Televisão                | 7018 Hollywood Blvd.     |
| Aretha Franklin                     | Música                   | 6920 Hollywood Blvd.     |
| Sidney Franklin                     | Cinema                   | 6566 Hollywood Blvd.     |
| Dennis Franz                        | Televisão                | 7021 Hollywood Blvd.     |
| William Frawley                     | Cinema                   | 6322 Hollywood Blvd.     |
| Stan Freberg                        | Música                   | 6145 Hollywood Blvd.     |
| Pauline Frederick                   | Cinema                   | 7000 Hollywood Blvd.     |
| Alan Freed                          | Rádio                    | 6381 Hollywood Blvd.     |
| Y. Frank Freeman                    | Cinema                   | 6821 Hollywood Blvd.     |
| Morgan Freeman                      | Cinema                   | 7021 Hollywood Blvd.     |
| William Friedkin                    | Cinema                   | 6925 Hollywood Blvd.     |
| Charles Fries                       | Televisão                | 6819 Hollywood Blvd.     |
| Lefty Frizzell                      | Música                   | 6927 Hollywood Blvd.     |
| Jane Froman                         | Rádio                    | 6321 Hollywood Blvd.     |
| Jane Froman                         | Música                   | 6145 Hollywood Blvd.     |
| Jane Froman                         | Televisão                | 1645 Vine Street         |
| Robert Fuller                       | Televisão                | 6608 Hollywood Blvd.     |
| Annette Funicello                   | Cinema                   | 6834 Hollywood Blvd.     |
| Betty Furness                       | Cinema                   | 1533 Vine Street         |
| Betty Furness                       | Televisão                | 6675 Hollywood Blvd.     |

## G
| Nome                     | Categoria | Endereço             |
| ------------------------ | --------- | -------------------- |
| Kenny G                  | Música    | 7021 Hollywood Blvd  |
| Clark Gable              | Cinema    | 1608 Vine Street     |
| Eva Gabor                | Televisão | 6614 Hollywood Blvd. |
| Zsa Zsa Gabor            | Televisão | 6915 Hollywood Blvd. |
| Juan Gabriel             | Música    | 7060 Hollywood Blvd. |
| Helen Gahagan            | Cinema    | 1708 Vine Street     |
| Gabriela Pessa           | Música    | 7052 Hollywood Blvd. |
| Amelita Galli-Curci      | Música    | 6821 Hollywood Blvd. |
| Greta Garbo              | Cinema    | 6901 Hollywood Blvd. |
| Andy García              | Cinema    | 7000 Hollywood Blvd. |
| Ava Gardner              | Cinema    | 1560 Vine Street     |
| Ed Gardner               | Rádio     | 6554 Hollywood Blvd. |
| Ed Gardner               | Televisão | 6676 Hollywood Blvd. |
| John Garfield            | Cinema    | 7065 Hollywood Blvd. |
| Beverly Garland          | Televisão | 6801 Hollywood Blvd. |
| Judy Garland             | Cinema    | 1715 Vine Street     |
| Erroll Garner            | Música    | 6363 Hollywood Blvd. |
| James Garner             | Televisão | 6927 Hollywood Blvd. |
| Peggy Ann Garner         | Cinema    | 6604 Hollywood Blvd. |
| Tay Garnett              | Cinema    | 6556 Hollywood Blvd. |
| Dave Garroway            | Rádio     | 6355 Hollywood Blvd. |
| Dave Garroway            | Televisão | 6264 Hollywood Blvd. |
| Betty Garrett            | Teatro    | 6706 Hollywood Blvd. |
| Greer Garson             | Cinema    | 1651 Vine Street     |
| Lucho Gatica             | Música    | 7021 Hollywood Blvd. |
| Marvin Gaye              | Música    | 1500 Vine Street     |
| Janet Gaynor             | Cinema    | 6284 Hollywood Blvd. |
| Mitzi Gaynor             | Cinema    | 6288 Hollywood Blvd. |
| David Gerber             | Televisão | 1637 Vine Street     |
| George & Ira Gershwin    | Música    | 7083 Hollywood Blvd. |
| Floyd Gibbons            | Rádio     | 1631 Vine Street     |
| Leeza Gibbons            | Televisão | 7021 Hollywood Blvd. |
| Georgia Gibbs            | Música    | 6404 Hollywood Blvd. |
| Hoot Gibson              | Cinema    | 1765 Vine Street     |
| Beniamino Gigli          | Música    | 6901 Hollywood Blvd. |
| Billy Gilbert            | Cinema    | 6263 Hollywood Blvd. |
| John Gilbert             | Cinema    | 1755 Vine Street     |
| Melissa Gilbert          | Televisão | 6429 Hollywood Blvd. |
| Paul Gilbert             | Televisão | 6340 Hollywood Blvd. |
| Dizzy Gillespie          | Música    | 7057 Hollywood Blvd. |
| Mickey Gilley            | Música    | 6930 Hollywood Blvd. |
| Dorothy Gish             | Cinema    | 6385 Hollywood Blvd. |
| Lillian Gish             | Cinema    | 1720 Vine Street     |
| Louise Glaum             | Cinema    | 6834 Hollywood Blvd. |
| Jackie Gleason           | Música    | 6231 Hollywood Blvd. |
| Jackie Gleason           | Televisão | 6300 Hollywood Blvd. |
| James Gleason            | Cinema    | 7038 Hollywood Blvd. |
| Sharon Gless             | Televisão | 7065 Hollywood Blvd. |
| The Harlem Globetrotters | Televisão | 6922 Hollywood Blvd. |
| George Gobel             | Televisão | 6850 Hollywood Blvd. |
| Paulette Goddard         | Cinema    | 1652 Vine Street     |
| Arthur Godfrey           | Rádio     | 6233 Hollywood Blvd. |
| Arthur Godfrey           | Música    | 6616 Hollywood Blvd. |
| Arthur Godfrey           | Televisão | 1559 Vine Street     |
| Earl Godwin              | Rádio     | 6201 Hollywood Blvd. |
| Godzilla                 | Cinema    | 6925 Hollywood Blvd. |

| Nome                         | Categoria | Endereço             |
| ---------------------------- | --------- | -------------------- |
| Ernest Gold                  | Música    | 6434 Hollywood Blvd. |
| Leonard Goldberg             | Televisão | 6901 Hollywood Blvd. |
| Whoopi Goldberg              | Cinema    | 6801 Hollywood Blvd. |
| Leonard H. Goldenson         | Televisão | 6834 Hollywood Blvd. |
| Edwin F. Goldman             | Rádio     | 6410 Hollywood Blvd. |
| Samuel Goldwyn               | Cinema    | 1631 Vine Street     |
| Pedro Gomes                  | Cinema    | 6846 Hollywood Blvd. |
| Pedro Gonzalez Gonzalez      | Cinema    | 1555 Vine Street     |
| Cuba Gooding, Jr.            | Cinema    | 6834 Hollywood Blvd. |
| Al Goodman                   | Música    | 6300 Hollywood Blvd. |
| Benny Goodman                | Música    | 6101 Hollywood Blvd. |
| Mark Goodson                 | Televisão | 6374 Hollywood Blvd. |
| Bill Goodwin                 | Rádio     | 6810 Hollywood Blvd. |
| Gale Gordon                  | Rádio     | 6340 Hollywood Blvd. |
| Berry Gordy                  | Música    | 7000 Hollywood Blvd. |
| Mike Gore                    | Cinema    | 6315 Hollywood Blvd. |
| Eydie Gormé & Steve Lawrence | Música    | 1541 Vine Street     |
| Freeman Gosden               | Rádio     | 1777 Vine Street     |
| Louis Gossett, Jr.           | Cinema    | 7000 Hollywood Blvd. |
| Jetta Goudal                 | Cinema    | 6333 Hollywood Blvd. |
| Morton Gould                 | Música    | 6533 Hollywood Blvd. |
| Robert Goulet                | Música    | 6368 Hollywood Blvd. |
| Betty Grable                 | Cinema    | 6525 Hollywood Blvd. |
| Billy Graham                 | Rádio     | 6901 Hollywood Blvd. |
| Gloria Grahame               | Cinema    | 6522 Hollywood Blvd. |
| Kelsey Grammer               | Televisão | 7021 Hollywood Blvd. |
| Farley Granger               | Televisão | 1551 Vine Street     |
| Amy Grant                    | Música    | 6901 Hollywood Blvd. |
| Cary Grant                   | Cinema    | 1610 Vine Street     |
| Johnny Grant                 | Televisão | 6915 Hollywood Blvd. |
| Bonita Granville             | Cinema    | 6607 Hollywood Blvd. |
| Sid Grauman                  | Cinema    | 6379 Hollywood Blvd. |
| Fred Gray                    | Televisão | 6801 Hollywood Blvd. |
| Gilda Gray                   | Cinema    | 6620 Hollywood Blvd. |
| Glen Gray                    | Música    | 1709 Vine Street     |
| Jim Gray                     | Rádio     | 6801 Hollywood Blvd. |
| Kathryn Grayson              | Cinema    | 1600 Vine Street     |
| Brian Grazer                 | Cinema    | 7000 Hollywood Blvd  |
| Alfred Green                 | Cinema    | 6529 Hollywood Blvd. |
| John Green                   | Cinema    | 6925 Hollywood Blvd. |
| Mitzi Green                  | Cinema    | 6430 Hollywood Blvd. |
| Harold Greene                | Televisão | 6906 Hollywood Blvd. |
| Lorne Greene                 | Televisão | 1559 N. Vine Street  |
| Charlotte Greenwood          | Rádio     | 1601 Vine Street     |
| Jane Greer                   | Cinema    | 1634 Vine Street     |
| Joel Grey                    | Teatro    | 6753 Hollywood Blvd. |
| Merv Griffin                 | Televisão | 1541 Vine Street     |
| Andy Griffith                | Televisão | 6418 Hollywood Blvd. |
| Corinne Griffith             | Cinema    | 1560 Vine Street     |
| D. W. Griffith               | Cinema    | 6535 Hollywood Blvd. |
| Raymond Griffith             | Cinema    | 6124 Hollywood Blvd. |
| Robert Guillaume             | Televisão | 6675 Hollywood Blvd. |
| Texas Guinan                 | Cinema    | 1765 Vine Street     |
| Alec Guinness                | Cinema    | 1559 Vine Street     |
| Edmund Gwenn                 | Cinema    | 1755 Vine Street     |

## H
| Nome                | Categoria | Endereço             |
| ------------------- | --------- | -------------------- |
| Buddy Hackett       | Teatro    | 6834 Hollywood Blvd. |
| Reed Hadley         | Televisão | 6553 Hollywood Blvd. |
| Jean Hagen          | Televisão | 1560 Vine Street     |
| Dan Haggerty        | Televisão | 7070 Hollywood Blvd. |
| Don Haggerty        | Televisão | 6140 Hollywood Blvd. |
| Larry Hagman        | Televisão | 1560 N. Vine Street  |
| William Haines      | Cinema    | 7012 Hollywood Blvd. |
| Jester Hairston     | Televisão | 6161 Hollywood Blvd. |
| Alan Hale Sr.       | Cinema    | 6532 Hollywood Blvd. |
| Alan Hale Jr.       | Televisão | 6653 Hollywood Blvd. |
| Barbara Hale        | Televisão | 1628 Vine Street     |
| Creighton Hale      | Cinema    | 6915 Hollywood Blvd. |
| Monte Hale          | Cinema    | 7000 Hollywood Blvd. |
| Bill Haley          | Música    | 6350 Hollywood Blvd. |
| Jack Haley          | Rádio     | 6435 Hollywood Blvd. |
| Arsenio Hall        | Televisão | 6776 Hollywood Blvd. |
| Conrad Hall         | Cinema    | 7060 Hollywood Blvd. |
| John Hall           | Cinema    | 1724 Vine Street     |
| Jon Hall            | Televisão | 6933 Hollywood Blvd. |
| Monty Hall          | Televisão | 6801 Hollywood Blvd. |
| Carl Stuart Hamblen | Rádio     | 6419 Hollywood Blvd. |
| Rusty Hamer         | Televisão | 6323 Hollywood Blvd. |
| Lloyd Hamilton      | Cinema    | 6141 Hollywood Blvd. |
| Neil Hamilton       | Cinema    | 6634 Hollywood Blvd. |
| Lionel Hampton      | Música    | 7000 Hollywood Blvd. |
| Herbie Hancock      | Música    | 7057 Hollywood Blvd. |
| Bill Handel         | Radio     | 6640 Hollywood Blvd. |
| Tom Hanks           | Cinema    | 7000 Hollywood Blvd. |
| Hanna-Barbera       | Televisão | 6753 Hollywood Blvd. |
| Ann Harding         | Cinema    | 6201 Hollywood Blvd. |
| Ann Harding         | Televisão | 6850 Hollywood Blvd. |
| Cedric Hardwicke    | Cinema    | 6201 Hollywood Blvd. |
| Cedric Hardwicke    | Televisão | 6660 Hollywood Blvd. |
| Oliver Hardy        | Cinema    | 1500 Vine Street     |
| Mark Harmon         | Televisão | 6259 Hollywood Blvd. |
| Jean Harlow         | Cinema    | 6910 Hollywood Blvd. |
| Arlene Harris       | Rádio     | 6250 Hollywood Blvd. |
| Mildred Harris      | Cinema    | 6307 Hollywood Blvd. |
| Phil Harris         | Rádio     | 6651 Hollywood Blvd. |
| Phil Harris         | Música    | 6508 Hollywood Blvd  |
| George Harrison     | Música    | 1750 Vine Street     |
| Rex Harrison        | Cinema    | 6904 Hollywood Blvd. |
| Rex Harrison        | Televisão | 6390 Hollywood Blvd. |
| Ray Harryhausen     | Cinema    | 6840 Hollywood Blvd. |
| John Hart           | Televisão | 6432 Hollywood Blvd. |
| Mary Hart           | Televisão | 7000 Hollywood Blvd. |
| William S. Hart     | Cinema    | 6363 Hollywood Blvd. |
| Mariette Hartley    | Televisão | 7000 Hollywood Blvd. |
| David Hasselhoff    | Televisão | 7018 Hollywood Blvd. |
| Signe Hasso         | Cinema    | 7080 Hollywood Blvd. |
| Henry Hathaway      | Cinema    | 1638 Vine Street     |
| Raymond Hatton      | Cinema    | 1708 Vine Street     |
| June Haver          | Cinema    | 1777 Vine Street     |
| June Havoc          | Cinema    | 6618 Hollywood Blvd. |
| June Havoc          | Televisão | 6413 Hollywood Blvd. |
| Bob Hawke           | Televisão | 6413 Hollywood Blvd. |
| Howard Hawks        | Cinema    | 1708 Vine Street     |
| Bill Hay            | Rádio     | 6826 Hollywood Blvd. |
| Sessue Hayakawa     | Cinema    | 1645 Vine Street     |
| Gabby Hayes         | Rádio     | 6427 Hollywood Blvd. |
| Gabby Hayes         | Televisão | 1724 Vine Street     |
| Helen Hayes         | Cinema    | 6258 Hollywood Blvd. |
| Helen Hayes         | Rádio     | 6549 Hollywood Blvd. |
| Johnny Hayes        | Rádio     | 6769 Hollywood Blvd. |
| Richard Hayman      | Música    | 1765 Vine Street     |
| Dick Haymes         | Música    | 1724 Vine Street     |
| Dick Haymes         | Rádio     | 6841 Hollywood Blvd. |
| Will H. Hays        | Cinema    | 6116 Hollywood Blvd. |
| Louis Hayward       | Cinema    | 1500 Vine Street     |
| Louis Hayward       | Televisão | 1680 Vine Street     |
| Susan Hayward       | Cinema    | 6251 Hollywood Blvd. |
| Rita Hayworth       | Cinema    | 1645 Vine Street     |
| Edith Head          | Cinema    | 6504 Hollywood Blvd. |
| Jim Healy           | Rádio     | 6740 Hollywood Blvd. |
| Chick Hearn         | Rádio     | 6755 Hollywood Blvd. |
| Eileen Heckart      | Cinema    | 6140 Hollywood Blvd. |
| Tippi Hedren        | Cinema    | 7060 Hollywood Blvd. |
| Van Heflin          | Cinema    | 6311 Hollywood Blvd. |
| Van Heflin          | Televisão | 6125 Hollywood Blvd. |
| Hugh Hefner         | Televisão | 7000 Hollywood Blvd. |
| Horace Heidt        | Rádio     | 1631 Vine Street     |
| Horace Heidt        | Televisão | 6628 Hollywood Blvd. |
| Jascha Heifetz      | Música    | 6777 Hollywood Blvd. |

| Nome                  | Categoria | Endereço                |
| --------------------- | --------- | ----------------------- |
| Florence Henderson    | Televisão | 7070 Hollywood Blvd.    |
| Jimi Hendrix          | Música    | 6627 Hollywood Blvd.    |
| Sonja Henie           | Cinema    | 6101 Hollywood Blvd.    |
| Paul Henreid          | Cinema    | 6366 Hollywood Blvd.    |
| Paul Henreid          | Televisão | 1720 Vine Street        |
| Jim Henson            | Televisão | 6631 Hollywood Blvd.    |
| Audrey Hepburn        | Cinema    | 1652 Vine Street        |
| Katharine Hepburn     | Cinema    | 6284 Hollywood Blvd.    |
| Hugh Herbert          | Cinema    | 6251 Hollywood Blvd.    |
| Jerry Herman          | Teatro    | 7095 Hollywood Blvd.    |
| Pee-wee Herman        | Cinema    | 6562 Hollywood Blvd.    |
| Woody Herman          | Música    | 6805 Hollywood Blvd.    |
| Jean Hersholt         | Cinema    | 6501 Hollywood Blvd.    |
| Jean Hersholt         | Rádio     | 6701 Hollywood Blvd.    |
| Irene Hervey          | Cinema    | 6336 Hollywood Blvd.    |
| Charlton Heston       | Cinema    | 1628 Hollywood Blvd.    |
| Eddie Heywood         | Música    | 1709 Vine Street        |
| Al Hibbler            | Música    | 1650 Vine Street        |
| George Hicks          | Rádio     | 6314 Hollywood Blvd.    |
| Hildegarde            | Rádio     | 6141 Hollywood Blvd.    |
| Jim Hill              | Televisão | 6801 Hollywood Blvd.    |
| Alfred Hitchcock      | Cinema    | 6506 Hollywood Blvd.    |
| Alfred Hitchcock      | Televisão | 7013 Hollywood Blvd.    |
| John Hodiak           | Rádio     | 6101 Hollywood Blvd.    |
| Portland Hoffa        | Rádio     | 1640 Vine Street        |
| William Holden        | Cinema    | 1651 Vine Street        |
| Billie Holiday        | Música    | 1540 N. Vine Street     |
| Judy Holliday         | Cinema    | 6901 Hollywood Blvd.    |
| Earl Holliman         | Televisão | 6901 Hollywood Blvd.    |
| Gordon Hollingshead   | Cinema    | 6200 Hollywood Blvd.    |
| Celeste Holm          | Cinema    | 1500 Vine Street        |
| Celeste Holm          | Televisão | 6821 Hollywood Blvd.    |
| Burton Holmes         | Cinema    | 6600 Hollywood Blvd.    |
| Phillips Holmes       | Cinema    | 6908 Hollywood Blvd.    |
| Taylor Holmes         | Cinema    | 6821 Hollywood Blvd.    |
| Jack Holt             | Cinema    | 6313-1/2 Hollywood Blvd |
| John Lee Hooker       | Música    | 7083 Hollywood Blvd     |
| Dolores Hope          | Teatro    | 7021 Hollywood Blvd.    |
| Anthony Hopkins       | Cinema    | 6801 Hollywood Blvd.    |
| Linda Hopkins         | Música    | 6233 Hollywood Blvd.    |
| Miriam Hopkins        | Cinema    | 1709 Vine Street        |
| Miriam Hopkins        | Televisão | 1716 Vine Street        |
| Hedda Hopper          | Cinema    | 6313 Hollywood Blvd     |
| Lena Horne            | Cinema    | 6282 Hollywood Blvd.    |
| Lena Horne            | Música    | 6250 Hollywood Blvd.    |
| Vladimir Horowitz     | Música    | 1680 Vine Street        |
| Edward Everett Horton | Cinema    | 6427 Hollywood Blvd     |
| Harry Houdini         | Cinema    | 7001 Hollywood Blvd.    |
| Eddy Howard           | Música    | 6724 Hollywood Blvd.    |
| John Howard           | Televisão | 6515 Hollywood Blvd.    |
| Leslie Howard (actor) | Cinema    | 6550 Hollywood Blvd.    |
| Ron Howard            | Televisão | 6838 Hollywood Blvd.    |
| William K. Howard     | Cinema    | 1500 Vine Street        |
| Rochelle Hudson       | Cinema    | 6200 Hollywood Blvd.    |
| Rock Hudson           | Cinema    | 6116 Hollywood Blvd.    |
| Josephine Hull        | Cinema    | 6502 Hollywood Blvd.    |
| Warren Hull           | Rádio     | 6270 Hollywood Blvd.    |
| Warren Hull           | Televisão | 6135 Hollywood Blvd.    |
| H. Bruce Humberstone  | Cinema    | 1752 Vine Street        |
| Engelbert Humperdinck | Música    | 7000 Hollywood Blvd.    |
| Frazier Hunt          | Rádio     | 1708 Vine Street        |
| Marsha Hunt           | Televisão | 6658 Hollywood Blvd.    |
| Pee Wee Hunt          | Música    | 6838 Hollywood Blvd.    |
| Holly Hunter          | Cinema    | 7000 Hollywood Blvd.    |
| Jeffrey Hunter        | Televisão | 6918 Hollywood Blvd.    |
| Kim Hunter            | Cinema    | 1617 Vine Street        |
| Kim Hunter            | Televisão | 1715 Vine Street        |
| Tab Hunter            | Música    | 6320 Hollywood Blvd.    |
| Marlin Hurt           | Rádio     | 6514 Hollywood Blvd.    |
| Ted Husing            | Rádio     | 6821 Hollywood Blvd.    |
| Ferlin Husky          | Música    | 6675 Hollywood Blvd.    |
| Ruth Hussey           | Cinema    | 1551 Vine Street        |
| John Huston           | Cinema    | 1765 Hollywood Blvd.    |
| Walter Huston         | Cinema    | 6624 Hollywood Blvd.    |
| Betty Hutton          | Cinema    | 6259 Hollywood Blvd.    |

## I
| Nome           | Categoria | Endereço             |
| -------------- | --------- | -------------------- |
| Julio Iglesias | Música    | 7000 Hollywood Blvd. |
| Thomas Ince    | Cinema    | 6727 Hollywood Blvd. |
| Pedro Infante  | Música    | 7083 Hollywood Blvd. |
| Rex Ingram     | Cinema    | 1651 Hollywood Blvd. |
| Jill Ireland   | Cinema    | 6751 Hollywood Blvd. |
| John Ireland   | Televisão | 7021 Hollywood Blvd. |
| Jose Iturbi    | Música    | 6834 Hollywood Blvd. |

## J
| Nome                | Categoria | Endereço             |
| ------------------- | --------- | -------------------- |
| Alan Young          | Rádio     | 6927 Hollywood Blvd. |
| Carleton G. Young   | Rádio     | 6733 Hollywood Blvd. |
| Clara Kimball Young | Cinema    | 6513 Hollywood Blvd. |
| Gig Young           | Televisão | 6821 Hollywood Blvd. |
| Loretta Young       | Cinema    | 6100 Hollywood Blvd. |
| Loretta Young       | Televisão | 6135 Hollywood Blvd. |
| Robert Young        | Cinema    | 6933 Hollywood Blvd. |
| Robert Young        | Rádio     | 1620 Vine Street     |
| Robert Young        | Televisão | 6360 Hollywood Blvd. |
| Roland Young        | Cinema    | 6523 Hollywood Blvd. |
| Roland Young        | Televisão | 6315 Hollywood Blvd. |
| Victor Young        | Música    | 6363 Hollywood Blvd. |

| Nome                 | Categoria | Endereço             |
| -------------------- | --------- | -------------------- |
| Florian Zabach       | Televisão | 6505 Hollywood Blvd. |
| Darryl F. Zanuck     | Cinema    | 6336 Hollywood Blvd. |
| Richard D. Zanuck    | Cinema    | 6915 Hollywood Blvd. |
| Carmen Zapata        | Teatro    | 6357 Hollywood Blvd. |
| Renée Zellweger      | Cinema    | 7000 Hollywood Blvd. |
| Robert Zemeckis      | Cinema    | 6925 Hollywood Blvd. |
| Efrem Zimbalist, Jr. | Televisão | 7095 Hollywood Blvd. |
| Hans Zimmer          | Cinema    | 6908 Hollywood Blvd. |
| Fred Zinnemann       | Cinema    | 6629 Hollywood Blvd. |
| Adolph Zukor         | Cinema    | 1617 Vine Street     |